# Carvoeira (Mafra)
Carvoeira ist eine Gemeinde (Freguesia) im portugiesischen Kreis Mafra. In ihr leben 2848 Einwohner (Stand 19. April 2021).